# Julia Brownley
Julia Andrews Brownley (Aiken; 28 de agosto de 1952) es una empresaria y política estadounidense que se desempeña como representante de los Estados Unidos por el 26.º distrito congresional de California desde 2013. Demócrata, sirvió en la Asamblea de California de 2006 a 2012. Antes de su carrera política, trabajó en marketing y ventas.

## Biografía

### Educación y carrera
Recibió una licenciatura en Ciencias Políticas en Mount Vernon College for Women de la Universidad George Washington en 1975 y una maestría en Administración de Empresas en la Universidad Americana en 1979.
Sirvió en la Junta de Educación del Distrito Escolar Unificado de Santa Mónica-Malibu de 1994 a 2006. Durante su tiempo en la junta escolar, sirvió tres mandatos como presidenta.

### Asamblea de California
En 2006, se postuló para la Asamblea del estado de California en el distrito 41. Ganó las primarias demócratas con el 35 % de los votos y las elecciones generales con el 62 %. En 2008 fue reelegida con el 66 % de los votos. En 2010 fue reelegida para un tercer mandato con el 59 % de los votos. Tuvo un mandato limitado en 2012, habiendo cumplido el máximo de tres mandatos en la Asamblea permitidos por la ley de California.
En 2010, redactó un proyecto de ley que habría prohibido todas las bolsas de plástico, pero no se aprobó.

### Cámara de Representantes de Estados Unidos

#### Elecciones
- 2012: en febrero de 2012, anunció su candidatura para el 26.º distrito congresional de California.[12] El distrito había sido previamente el distrito 24, representado por el republicano Elton Gallegly durante 13 mandatos. En las elecciones generales, Brownley derrotó al senador estatal Tony Strickland, 53 % a 47 %.[13] Fue respaldada por Emily's List y Planned Parenthood.[14][15]

- 2014: fue reelegida por estrecho margen sobre el asambleísta estatal republicano Jeff Gorell en las elecciones generales.[16]